# Damernas stafett vid världsmästerskapen i skidskytte 2012
Damernas stafett vid Skidskytte-VM 2012 avgjordes på lördagen den 10 mars 2012 vid Chiemgau-Arena i Ruhpolding, Tyskland. 
Detta var damernas näst sista tävling på världsmästerskapen. Distansen på stafetten var 4 x 6 km. Totalt åtta skjutningar, fyra liggande och fyra stående. Varje åkare hade fem ordinarie skott + tre extraskott på sig att skjuta ner de fem målen. Om det fortfarande fanns oträffade prickar kvar efter totalt åtta skott blev det straffrunda (-or).
Stafetten vanns av Tyskland, 28,5 sekunder före Frankrike samt 39,5 sekunder före Norge som blev trea.

## Tidigare världsmästare i stafett
| År   | Ort             | Mästare         |
| ---- | --------------- | --------------- |
| 2007 | Antholz         | Tyskland        |
| 2008 | Östersund       | Tyskland        |
| 2009 | Pyeongchang     | Ryssland        |
| 2010 | Chanty-Mansijsk | Tävlades inte i |
| 2011 | Chanty-Mansijsk | Tyskland        |

## Resultat
| Plats | Nation    | Namn                                                                        | Straffrundor + extraskott (ligg - stå) | Tid       |
| ----- | --------- | --------------------------------------------------------------------------- | -------------------------------------- | --------- |
| 1     | Tyskland  | Tina Bachmann Magdalena Neuner Miriam Gössner Andrea Henkel                 | 01 00 03 13 02 01 00 00                | 1:09.33,0 |
| 2     | Frankrike | Marie-Laure Brunet Sophie Boilley Anaïs Bescond Marie Dorin Habert          | 01 00 01 00 01 02 01 01                | +28,5     |
| 3     | Norge     | Fanny Welle-Strand Horn Elise Ringen Synnøve Solemdal Tora Berger           | 01 03 01 02 01 03 01 00                | +39,5     |
| 4     | Belarus   | Nadzeja Skardzina Ljudmila Kalintjik Nastasja Dubarezava Darja Domratjava   | 0 02 00 00 01 03 00 00                 | +41,2     |
| 5     | Sverige   | Jenny Jonsson Anna Maria Nilsson Anna-Karin Strömstedt Helena Ekholm        | 0 00 01 01 01 01 01 00                 | +1.05,2   |
| 6     | Ukraina   | Natalja Burdyga Valj Semerenko Vita Semerenko Olena Pidhrusjna              | 01 03 00 02 00 00 02 00                | +1.20,5   |
| 7     | Ryssland  | Svetlana Sleptsova Olga Zajtseva Anna Bogalij-Titovets Olga Viluchina       | 02 01 01 01 00 03 02 01                | +1.34,0   |
| 8     | Slovakien | Jana Gereková Anastasija Kuzmina Martina Chrapánová Paulina Fiaková         | 0 00 00 02 00 01 00 13                 | +3.11,1   |
| 9     | Polen     | Krystyna Pałka Weronika Nowakowska-Ziemniak Magdalena Gwizdoń Agnieszka Cyl | 01 01 01 02 00 13 02 02                | +3.46,7   |
| 10    | Tjeckien  | Veronika Vítková Barbora Tomešová Veronika Zvařičová Jitka Landová          | 01 02 02 03 01 02 00 01                | +3.50,8   |